# Antonín Černý (poslanec Českého zemského sněmu)
Antonín Černý (9. dubna 1859 Brnířov – ???) byl rakouský politik české národnosti z Čech, poslanec Českého zemského sněmu.

## Biografie
Narodil se v roce 1859 v Brnířově. Jeho otcem byl Jakub Černý z čp. 4. Vystudoval Hospodářskou školu v Klatovech. Působil jako rolník v Brnířově. Uvádí se i jako starosta domovské obce. Do roku 1905 byl zástupcem okresu Nová Kdyně v zemědělské radě. Pak na funkci rezignoval.
V 90. letech se zapojil i do vysoké politiky. V zemských volbách roku 1895 byl zvolen na Český zemský sněm, kde zastupoval kurii venkovských obcí, obvod Domažlice. Patřil k mladočeské straně.
Jeho manželkou byla Barbora rozená Hrabíková. Roku 1883 se jim narodila dcera Kateřina Emilia Černá. Bydleli v usedlosti čp. 41. V roce 1910 Antonín Černý hospodářství čp. 41 rozprodal. Dům pak 20. července 1911 vyhořel a následně spáleniště převzal bratr Antonína Jakub Černý a postavil tam nový domek.